# گرگوری جیجنبورگ
گرگوری جیجنبورگ (به انگلیسی: Gregory Jagenburg) (زادهٔ) شناگر اهل ایالات متحده آمریکا است.